# Homoneura hypopygialis
Homoneura hypopygialis är en tvåvingeart som beskrevs av Mitsuhiro Sasakawa 1991. Homoneura hypopygialis ingår i släktet Homoneura och familjen lövflugor. Inga underarter finns listade i Catalogue of Life.